# Açores
Pour les articles homonymes, voir Açores (homonymie).
Les Açores (« autours des palombes » en portugais, un rapace qui figure d'ailleurs sur le drapeau de l'archipel) sont un groupe d’îles portugaises qui se trouvent dans l'Atlantique Nord, à environ 1 450 km à l’ouest de Lisbonne et à 2 446 km à l'est-sud-est des côtes orientales de l'île de Terre-Neuve (province de Terre-Neuve-et-Labrador, Canada). En 2015, l'archipel comptait 245 766 habitants.
Les Açores font partie des régions ultrapériphériques de l’Union européenne. Les Açores constituent une région autonome du Portugal. Sur le plan géomorphologique, elles font partie de la plaque eurasienne, à l'exception des deux îles du groupe occidental, Flores et Corvo, qui se trouvent sur la plaque nord-américaine.
L'archipel fait partie de la Macaronésie.
Six compagnies aériennes relient les îles au continent, la SATA Air Açores, la TAP Portugal, Swiss International Air lines, Ryanair, EasyJet et Transavia.

## Géographie

Carte des Açores.

L'île de São Miguel, où se trouve Ponta Delgada, la capitale, se trouve à 1 370 km à l'ouest du cabo da Roca, au Portugal, et à 1 555 km à l'ouest-nord-ouest  du Maroc (El Beddouza, au nord de Safi). L'île de Flores est la plus éloignée d'un continent : le point le plus proche (à 1 866 km à l'est) est le cap Carvoeiro, sur la commune de Peniche, au Portugal.
L’archipel se trouve sensiblement à la même latitude (de 36°56′ à 39°43′ de latitude nord) que Lisbonne (38°44'N). Il connaît un climat océanique très humide avec des variations annuelles assez réduites.
L’origine volcanique de toutes les îles (le point chaud des Açores), est prouvée par l’existence de très nombreux cônes de scories et par plusieurs stratovolcans à caldeira. La plupart des îles sont soumises à une intense activité sismique. Le volcan Ponta do Pico sur l’île de Pico, de nature essentiellement basaltique et dont l’altitude est de 2 351 mètres, est le point culminant des Açores et du Portugal.
Les neuf îles sont réparties en trois groupes géographiques naturels :
- le groupe oriental comprend les îles de São Miguel et Santa Maria ;
- le groupe central comprend les îles de Faial, Terceira, Graciosa, São Jorge, et Pico (avec le point culminant du Portugal, le Ponta do Pico à 2 351 mètres) ;
- le groupe occidental comprend les îles de Flores et Corvo.

Les neuf îles ont une superficie totale de 2 355 km2, dont 747 km2 pour la plus grande (São Miguel) et seulement 17 km2 pour la plus petite (Corvo).

### Démographie

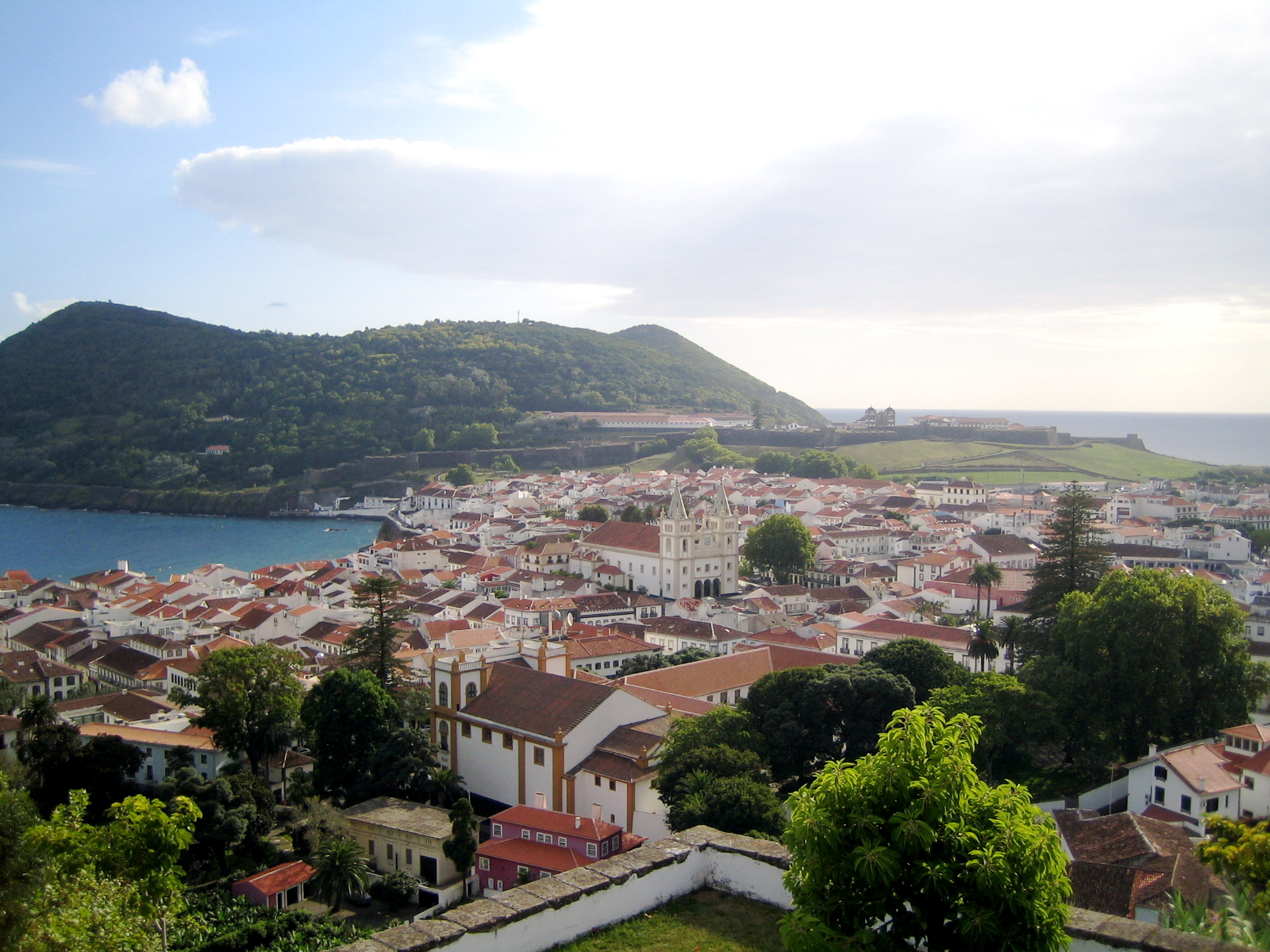
Angra do Heroísmo.

En 2016, la population des Açores était de 245 283 habitants (gentilé : Açoréen ou Açorien) et la densité de population était de 105 habitants par kilomètre carré.
Le taux de natalité était de 12,5 ‰ et le taux de mortalité de 10,2 ‰ en 2004.
La population est très inégalement répartie entre les différentes îles : 
| Îles        | Superficie | Habitants (2016) | Point culminant        | Altitude (mètres) |
| ----------- | ---------- | ---------------- | ---------------------- | ----------------- |
| Santa Maria | 97,4 km²   | 5 653            | Pico Alto              | 590               |
| São Miguel  | 746,8 km²  | 138 138          | Pico da Vara           | 1 105             |
| Terceira    | 402,2 km²  | 55 955           | Serra da Santa Barbara | 1 023             |
| Graciosa    | 60,7 km²   | 4 301            | Caldera                | 402               |
| São Jorge   | 237,59 km² | 8 491            | Pico da Esperança      | 1 053             |
| Pico        | 444,8 km²  | 13 834           | Ponta do Pico          | 2 351             |
| Faial       | 173 km²    | 14 759           | Cabeço Gordo           | 1 043             |
| Flores      | 143 km²    | 3 692            | Morro Alto             | 914               |
| Corvo       | 17,13 km²  | 460              | Morro dos Homens       | 718               |

Les principales villes sont : 
- Ponta Delgada, sur l’île de São Miguel (64 000 habitants) est la capitale de l'archipel ;
- Angra do Heroísmo, sur l’île de Terceira (35 000 habitants) ;
- Horta, sur l’île de Faial (15 000 habitants).

### Climat
La position géographique de l’archipel en zone tempérée océanique lui confère un climat doux  tempéré par l'océan, avec des variations de températures saisonnières limitées. À Angra do Heroismo, les températures maximales sont généralement comprises entre 16 °C l'hiver et 25 °C l'été. La température monte rarement à plus de 25 °C, et le record de chaleur est 29 °C en juillet 2003. La moyenne annuelle des précipitations augmente d'est en ouest et varie de 700 à 1 600 mm de cumul annuel mais peut atteindre 6 300 mm au Mont Pico, plus haut sommet du Portugal, culminant à 2 351 m. L’archipel a donné son nom à l’anticyclone des Açores, zone de hautes pressions atmosphérique. D’après la classification de Köppen, le climat est généralement océanique à étés chauds (Cfa) ou méditerranéen (Csa) dans les régions les plus sèches.
| Mois                                | jan.  | fév.  | mars  | avril | mai  | juin | jui. | août | sep. | oct.  | nov.  | déc.  | année   |
| ----------------------------------- | ----- | ----- | ----- | ----- | ---- | ---- | ---- | ---- | ---- | ----- | ----- | ----- | ------- |
| Température minimale moyenne (°C)   | 11,6  | 11    | 11,6  | 12,1  | 13,3 | 15,4 | 17,2 | 18,4 | 17,8 | 15,9  | 13,9  | 12,6  | 14,2    |
| Température moyenne (°C)            | 14,3  | 13,9  | 14,5  | 15,1  | 16,5 | 18,6 | 20,8 | 22   | 21,3 | 19    | 16,8  | 15,3  | 17,3    |
| Température maximale moyenne (°C)   | 17    | 16,8  | 17,3  | 18,1  | 19,7 | 21,8 | 24,3 | 25,6 | 24,7 | 22,1  | 19,6  | 17,9  | 20,4    |
| Précipitations (mm)                 | 133,4 | 107,3 | 100,4 | 72    | 53,1 | 36,7 | 29,5 | 38,4 | 86,4 | 112,6 | 130,5 | 126,8 | 1 027,1 |
| Nombre de jours avec précipitations | 22    | 19    | 18    | 17    | 15   | 14   | 13   | 11   | 16   | 18    | 20    | 21    |         |

| Mois                              | jan.  | fév.  | mars | avril | mai  | juin | jui. | août | sep. | oct.  | nov.  | déc.  | année   |
| --------------------------------- | ----- | ----- | ---- | ----- | ---- | ---- | ---- | ---- | ---- | ----- | ----- | ----- | ------- |
| Température minimale moyenne (°C) | 11,5  | 11,1  | 11,6 | 12,1  | 13,4 | 15,5 | 17,7 | 18,7 | 18,1 | 16,1  | 14,1  | 12,6  | 14,38   |
| Température maximale moyenne (°C) | 16    | 15,8  | 16,3 | 17,1  | 18,6 | 20,9 | 23,6 | 24,8 | 23,8 | 21,2  | 18,8  | 17    | 19,49   |
| Précipitations (mm)               | 111,7 | 108,6 | 99,6 | 85,2  | 59,6 | 48,5 | 32,6 | 56,9 | 96,3 | 120,4 | 129,5 | 136,3 | 1 085,2 |

On peut également citer les records suivants de l’Instituto de Meteorologia :
- le record de température maximale 32,1 °C à Madalena, Pico (7 septembre 1985) ;
- le record de température minimale −3,5 °C à Chã das Lagoinhas, São Miguel (2 janvier 1973) ;
- le record de précipitations en 24 heures : 276 mm à Furnas, São Miguel (3 octobre 1974) ;
- le record de vitesse de vent : >168 km/h, Angra do Heroísmo, Terceira (2 novembre 1995)[8].

### Flore

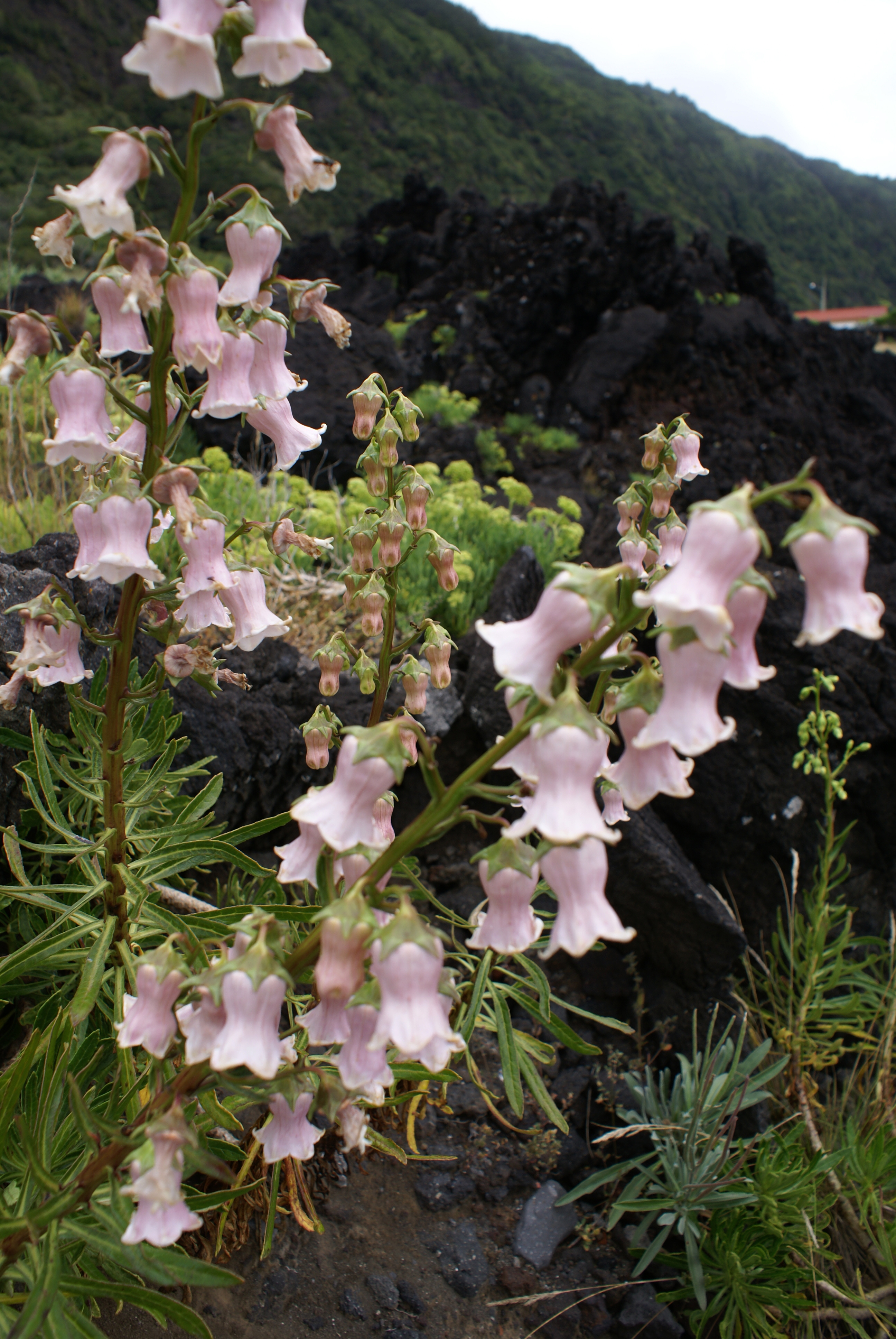
Azorina vidalii, fleur endémique, ici sur l'île de São Jorge.

La position septentrionale de l’archipel, au milieu de l’Atlantique Nord, et les abondantes précipitations (pouvant dépasser 4 000 mm dans les zones les plus élevées) lui confèrent une végétation toute particulière, que l’on ne retrouve souvent pas dans les autres îles de la Macaronésie. On y trouve par exemple des milieux propres aux climats froids, tels que les tourbières, où abondent les sphaignes.
Une bonne partie de l’archipel est couverte d’une végétation luxuriante, à l’exception des zones les plus basses et de l’île de Santa Maria, la plus orientale. Néanmoins, la végétation naturelle d’origine a souvent été rasée par l’Homme et ne subsiste que dans des zones protégées ou mal accessibles. C’est ainsi que l’on rencontre dans les zones basses de la plupart des îles un type de végétation halophile, comprenant des espèces endémiques açoriennes (Euphorbia azorica, Lotus azoricus, Festuca petraea) ou existant dans d’autres îles de la Macaronésie (comme la criste marine), en Europe ou même en Amérique du Nord (comme le caquillier édentulé). Une forêt arbustive s’étendait jusqu’au niveau de la mer, composée essentiellement de Morella faya et de Picconia azorica, à laquelle se substituaient plus haut le laurier des Açores (Laurus azorica), le laurier du Portugal (Prunus lusitanica subsp. azorica) et d’autres espèces d’arbres et, dans les zones les plus humides, le genévrier des Açores (Juniperus brevifolia). Sur les sommets les plus élevés de l’île de Pico, les arbres cédaient la place à des landes et des plantes herbacées et arbustives résistant aux conditions extrêmes des hautes altitudes.
Bien entendu, cette image ne correspond pas à la réalité actuelle, car depuis la colonisation de l’archipel, les forêts furent en grande partie abattues pour faire place aux pâturages nécessaires à l’élevage bovin ; on introduisit diverses cultures et on planta à des fins commerciales des arbres de plus grande taille, tels que l’acacia ou un conifère asiatique, le cryptoméria du Japon.
Un élément marquant du paysage est constitué par les haies d’hortensias, de camélias ou d’azalées qui bordent les routes et délimitent les propriétés. Il s’agit là de plantes qui ont été introduites dans l’archipel. L’Azorina vidalii, arbuste persistant endémique des Açores, porte à la fin de l’été des grappes de fleurs en clochettes. Les panicules jaunes de Solidago sempervirens (connues aux Açores sous le nom de « cubres ») recouvrent par endroits les falaises et les à-pics proches de la côte ; on les trouve dans tout l’archipel, mais particulièrement sur les îles de Flores et São Jorge. D’origine nord-américaine, elles sont parvenues très tôt aux Açores, probablement avant l’arrivée de l’Homme. Introduite par l’Homme, la belle-de-jour est très commune non seulement dans les jardins, mais aussi dans la nature, où elle s’agrippe aux arbres et envahit les terrains pentus de son beau manteau tacheté de bleu.

### Faune

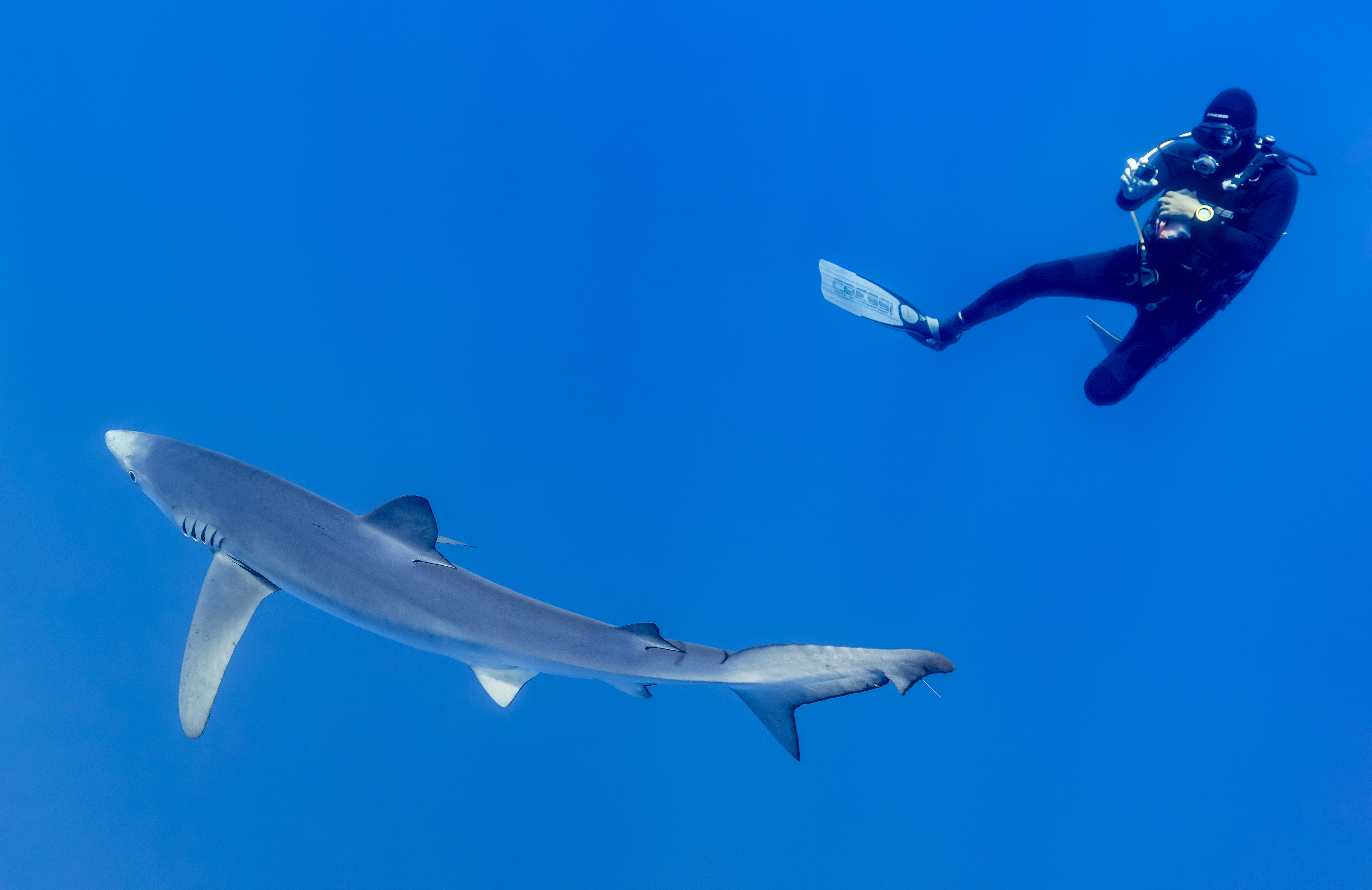
Un requin bleu accompagné de son photographe dans l'aire maritime protégée de Faial-Pico Channel aux Açores. Juillet 2020.

La mer des Açores héberge différentes espèces de cétacés, dont les plus fréquents sont les cachalots, les baleines à bec et les dauphins. On y trouve également quelques espèces de requins, allant du requin nain au requin-baleine, le sabre ou Trichiurus, le thon, la bonite à ventre rayé (Katsuwonus pelamis), le congre, la murène, le chinchard (« chicharro » en portugais). Les poulpes, les oursins, les étoiles de mer, les patelles (« lapas» en portugais), les Thoracica (« cracas » en portugais) peuplent les zones côtières. Les lacs et rivières recèlent truites, perches, carpes et brochets.
Dans l’avifaune, au total 426 espèces sont mentionnées. On trouve deux espèces endémiques : 
- l’océanite de Monteiro (Oceanodroma monteiroi, sur les îlots de Praia et Baixo près de l’île de Graciosa) ;
- le bouvreuil des Açores (Pyrrhula murina, très localisé dans la laurisylve du nord-est de São Miguel).

On trouve aussi plusieurs sous-espèces endémiques :
- la caille (Coturnix coturnix conturbans) ;
- La palombe des Açores (Columba palumbus azorica) ;
- la buse de Rothschild (Buteo buteo rothschildi, le seul rapace résidant dans l’archipel, sous-espèce de la Buse variable) ;
- le roitelet (Regulus regulus azoricus, Regulus regulus sanctaemariae et Regulus regulus inermis se répartissant sur les différentes îles) ;
- l'étourneau de Grant (Sturnus vulgaris granti) ;
- le merle des Açores (Turdus merula azorensis) ;
- la Bergeronnette des ruisseaux (Motacilla cinerea patriciae] ;
- le pinson de Moreletti (Fringilla coelebs moreletti).

L'archipel a en outre une grande importance pour plusieurs espèces d'oiseaux de mer, comme notamment le puffin cendré (Calonectris borealis, « cagarro » en portugais), dont la plus grande partie de la population mondiale nidifie aux Açores, ou la sterne de Dougall, dont la plus grande partie de la population européenne nidifie aux Açores.
Les animaux terrestres les plus communs sont le lapin sauvage, la belette, le furet et le hérisson.
Les sources hydrothermales, très profondes, constituent un habitat singulier des Açores, qui abrite des écosystèmes uniques, avec une forte densité d’espèces endémiques, comprenant des bactéries chimioautotrophes, des moules géantes, des polychètes, des crevettes, auxquels s’associent patelles, crabes et poissons abyssaux.
Le fila de São Miguel est une race de chien bouvier reconnue au niveau national et international. Les vaches, caractéristiques du paysage açorien, sont très majoritairement de race Holstein.

## Histoire

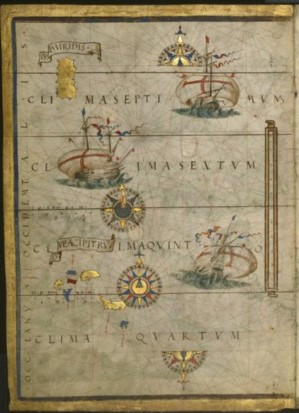
Atlas Miller (1519).

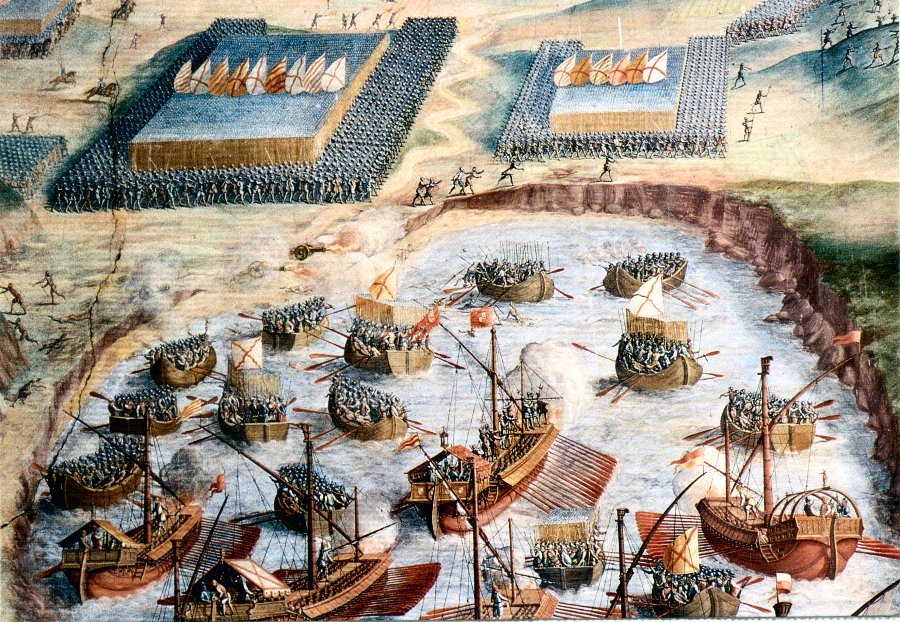
Débarquement des troupes espagnoles sur l'île de Terceira lors de la crise de succession du Portugal de 1580 (fresque du Monastère de Saint-Laurent de l'Escurial).

L'histoire moderne semble retenir Diogo de Silves comme découvreur de l’archipel en 1427.
La reconnaissance complète s’effectua sur plusieurs années à partir de 1432 par Gonçalo Velho Cabral pour se terminer en 1452 par Corvo et Flores, reconnues par le navigateur Diogo de Teive. Ces expéditions furent armées par Dom Henrique (Henri le Navigateur), 3e fils du roi Jean Ier du Portugal qui joua un rôle très important dans les découvertes de nouveaux territoires par les Portugais ; elles partaient généralement de l’Algarve ou de l’Alentejo.
Avant 1427, les îles semblent avoir été dépourvues de population humaine, contrairement aux îles Canaries, colonisées à la même époque par les Espagnols qui y trouvèrent les Guanches.
En 1493, au retour de son premier voyage au Nouveau Monde, Christophe Colomb a effectué une escale aux Açores, pour se reposer, lui et son équipage, avant son retour triomphal en Espagne. Il a été froidement reçu par le gouverneur portugais, car le Portugal était en compétition avec l'Espagne pour les grandes découvertes.
Les traces découvertes en août 2010 par Nuno Ribeiro d'un hypothétique peuplement antique, des hypogées de pierres sèches construites il y a peut-être plus de deux mille ans sur les îles de Corvo, Santa Maria et Terceira, ont à peine été étudiées depuis 2011 et ne sont pas datées.
Dès le milieu du XVe siècle, un gentilhomme flamand travaillant pour Henri le Navigateur, Jácome de Bruges, reçoit la mission d’installer des familles flamandes sur l’île de Terceira. Dans les siècles qui suivirent, des colons flamands, mais également français, vinrent s’établir sur ces îles. De 1580 à 1640, elles furent sous domination espagnole comme le reste du Portugal (voir la bataille des Açores) et servirent de relais lors du retour des navires en provenance de l’Amérique et des Antilles, alors que l’escale aller était à Madère. En 1583, Philippe II d'Espagne (Philippe Ier du Portugal) envoya la flotte hispano-portugaise chasser les marchands français installés aux Açores, en pendant les prisonniers aux vergues des bateaux et contribuant à la création d’une légende noire. Les îles redevinrent portugaises après la guerre de restauration du Portugal.
À partir de 1685, après la révocation de l'édit de Nantes en France, une centaine de huguenots Français vinrent s'installer aux Açores.
En 1692-1694, se déroule la révolte du taro, protestation contre l'imposition de nouvelles taxes (dîme).
En 1836, l’archipel était divisé en trois départements administratifs (ou districts), comparables (sauf en superficie) à ceux du Portugal même. La division était assez arbitraire et ne correspondait pas aux trois groupes naturels d’îles, mais plutôt à la position des capitales des départements (aucune d’elles ne se trouvait dans le groupe ouest) :
- l’ancien District d’Angra comprenait les îles de Terceira, São Jorge, et Graciosa ; la capitale Angra do Heroísmo se trouvait sur l’île de Terceira ;
- l’ancien District de Horta comprenait les îles de Pico, Faial, Flores et Corvo ; la capitale Horta se trouvait sur l’île de Faial ;
- l’ancien District de Ponta Delgada comprenait les îles de São Miguel et Santa Maria ; la capitale Ponta Delgada se trouvait sur l’île de São Miguel.

En 1868, le Portugal a commencé à imprimer Açores sur ses timbres postaux pour l’usage dans les îles. Entre 1892 et 1906, des timbres séparés ont été imprimés pour l’usage dans les trois districts administratifs.
Le 28 octobre 1949, de nuit, le Lockheed 749 Constellation F-BAZN s'écrase sur l'île de São Miguel. Il assurait le vol  009   d'Air  France reliant Paris à New-York, avec escales à Santa-Maria (archipel des Açores) et Gander (Terre-Neuve). Les 11 membres d'équipage et les 37 passagers périssent dans l'accident. Parmi eux le champion de boxe Marcel Cerdan et la violoniste virtuose Ginette Neveu.
En 1976, les Açores sont devenues une région autonome et les trois anciens districts (Angra, Horta, Ponta Delgada) ont été dissous en 1978, date à laquelle a été mis en application le statut politico-administratif de la Région autonome des Açores.
Le 16 mars 2003, le « sommet des Açores » réunit le président américain George W. Bush, le Premier ministre britannique Tony Blair, le président du gouvernement espagnol José María Aznar et le premier ministre portugais José Manuel Barroso afin d'évoquer la future intervention en Irak, à laquelle ils sont tous les quatre favorables.

## Politique

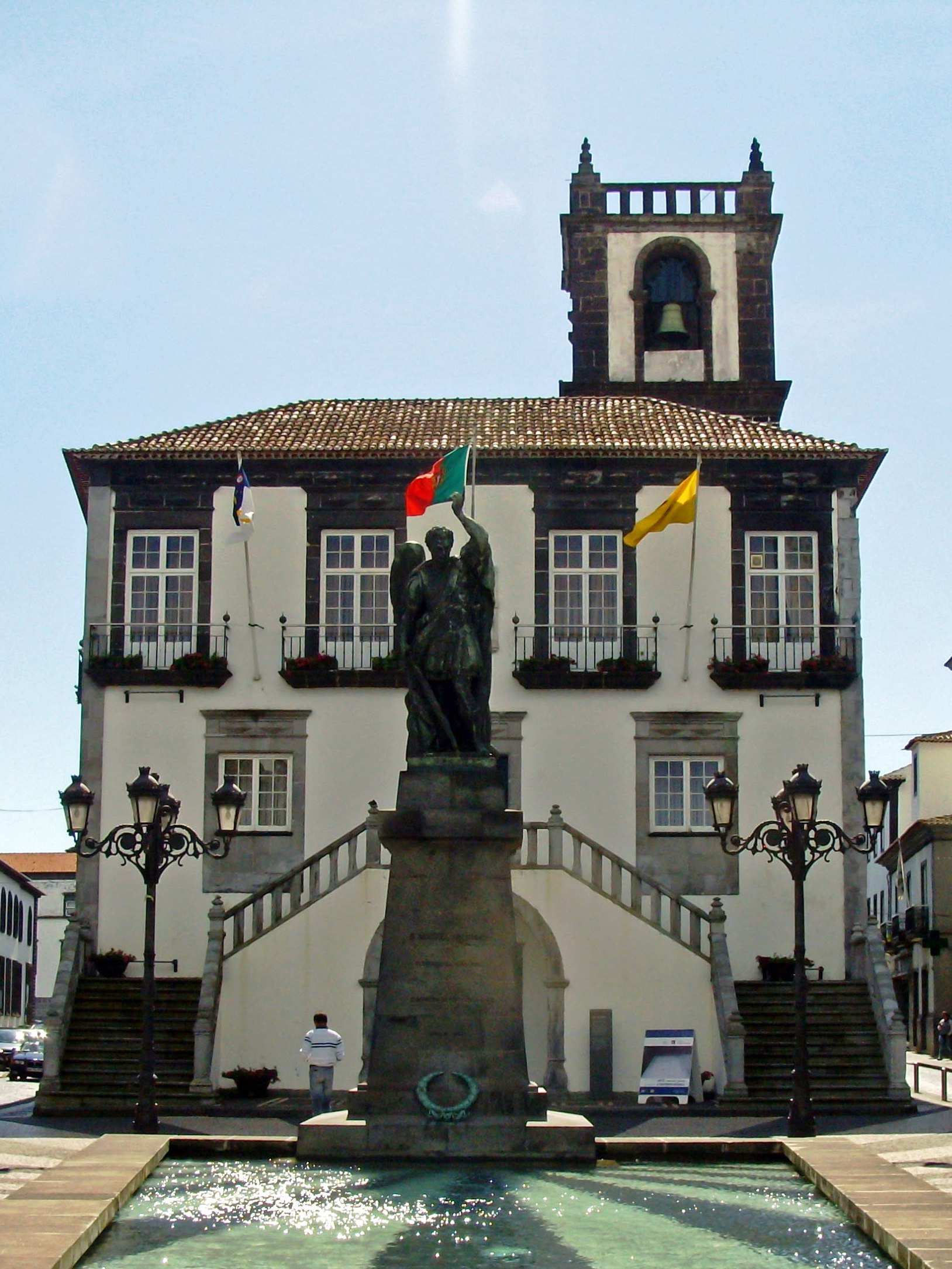
Paços do Concelho de Ponta Delgada.

Depuis 1976, les Açores, comme Madère, sont constituées en région autonome de la République du Portugal, avec un exécutif propre et une assemblée législative régionale.
Le siège du gouvernement régional est situé à Ponta Delgada, sur l’île de São Miguel, la capitale économique des Açores.
Le représentant de l’État portugais, appelé représentant de la République, réside à Angra do Heroísmo, sur l’île de Terceira, la capitale historique.
L’archipel abrite une base aérienne américaine, Lajes Field, sur l’île de Terceira, et un centre de suivi de missiles français sur l’île de Flores, centre qui a été fermé en 1994.
Bien que désertes lors de leur découverte, plus éloignées de l'Afrique que de l'Europe, situées à une latitude voisine de celle de Lisbonne et de peuplement européen dès l'origine, les Açores ont fait partie des territoires considérés comme africains par l'Union africaine (UA) et sous occupation étrangère. Ce n'est plus le cas en 2024.

## Économie
L’archipel exporte des produits agricoles et laitiers (25 % de la production laitière portugaise), des produits issus de l’industrie agro-alimentaire et de la pêche.

### Agriculture et alimentation
- Açorda soupe (eau, sel, graisse, pain...)
- Carne dos Açores (pt)
- laitages, fromages (vaches, chèvres, brebis)
- Paysage viticole de l'île du Pico
- Vinho de cheiro (pt)
- Chá Gorreana, thé de Sao Miguel, vert ou noir
- Taro (appelé localement inhame ou coco[15])
- fruits tropicaux, dont ananas
- Cuisine portugaise
- Fruits de mer, dont balanes (cracas, pouce-pied)

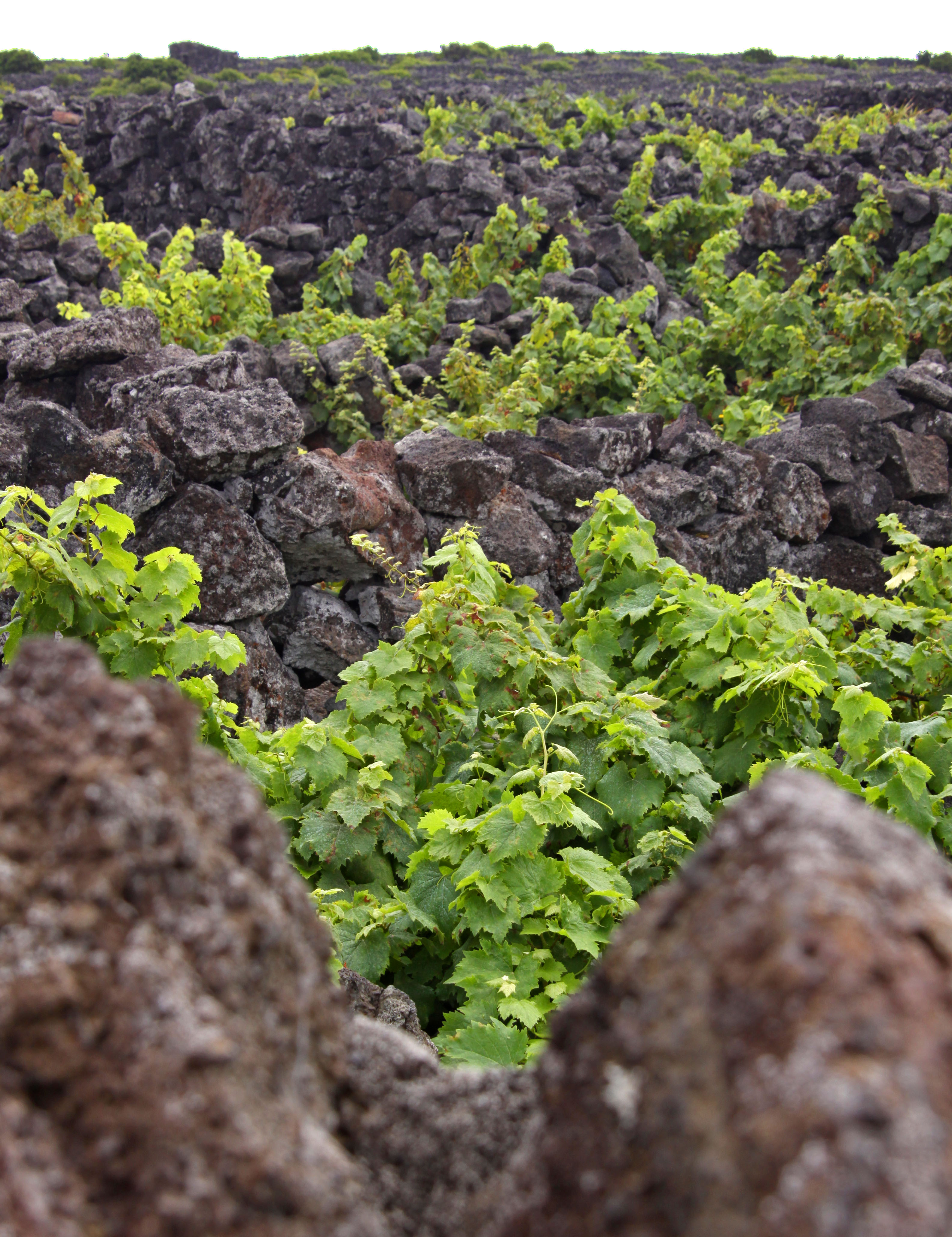
Les vignes sont protégées par des murets de pierres volcaniques.

### Artisanat
- Scrimshaw (gravure sur ivoire de cachalot), Scrimshaw Museum, à Horta
- Escultura em miolo de figueira (pt), miniatures en moelle de figuier, au musée de Horta, dont Euclides Rosa (1910-1979)

### Transport
La région possède une compagnie aérienne, SATA Air Açores, qui comprend une filiale à vocation internationale (SATA Internacional).
Chacune des neuf îles de l'archipel possède un aéroport :
- Santa Maria : aéroport de Santa Maria ;
- Sao Miguel : aéroport João Paulo II ;
- Terceira : base aérienne de Lajes ;
- Sao Jorge ;
- Pico ;
- Faial : aéroport de Horta ;
- Graciosa ;
- Flores : aéroport de Flores ;
- Corvo.

Le centre de contrôle du trafic aérien de Santa Maria exploité par l’agence nationale NAV Portugal gère l’espace aérien du centre de l’Atlantique nord.

## Ethnographie
Terre rude et de passage, les Açores ont de tout temps connu une forte émigration. La population des îles se monte à environ 250 000 personnes, mais on considère généralement qu’un million de personnes d’ascendance açorienne vivent à l’étranger, surtout aux États-Unis et au Canada[réf. nécessaire].
L’émigration au Brésil est présente notamment à Florianópolis, Pelotas, Penha, São José do Norte, Porto Alegre, Laguna (Santa Catarina), São José (Santa Catarina), Palhoça, Balneário Camboriú, Itajaí, Navegantes (Santa Catarina), Tapes (Rio Grande do Sul).
En 1986, on estimait que 200 000 descendants portugais vivaient au Canada dont certains venaient des Açores, mais aussi de Madère et du continent européen, dont :
- Horacio Arruda, directeur de la Santé publique du Québec ;
- Nuno Bettencourt, guitariste du groupe Extreme ;
- Nelly Furtado, originaire des Açores ;
- Pedro Pauleta, né aux Açores ;
- Rémigio Pereira, originaire des Açores, du groupe The Canadian Tenors.

## Culture

### Fêtes
- Dia dos Açores (pt)
- Dia de Cornos (pt)
- Semana do Mar (pt)
- Tourada à corda (en), divertissement tauromachique traditionnel

### Festivals religieux
- Santo Cristo dos Milagres (pt), Sept dons du Saint-Esprit

### Éducation
- Institut Universitaire des Açores (pt)

### Média
- Açoriano Oriental, Crónica da Terceira, Diário dos Açores, Diário Insular, O Angrense, O Dever, Expresso das Nove, Ilha Maior...
- Tribuna das Ilhas, revue en ligne[19]

### Littérature
- Romance de Vila Franca (pt)
- Gaspar Frutuoso (pt) (1522-1591), Saudades da Terra
- Jerónimo Corte-Real (1530c-1588)
- João Soares de Albergaria de Sousa (pt) (1776-1875), Corografia Açórica (pt) (1822)
- João Teixeira Soares de Sousa (pt) (1827-1875)
- Ernesto do Canto (pt) (1831-1900), et successeurs, Arquivo dos Açores (pt) (1878-1959)
- Manuel de Arriaga (1840-1917), juriste, premier président élu du Portugal
- Antero de Quental (1842-1891)
- José Cândido da Silveira Avelar (pt) (1843-1905)
- Teófilo Braga (1843-1924), poète, essayiste, et second président du Portugal
- Alfredo Luís Campos (pt) (1856-1931)
- João Duarte de Sousa (pt) (1862-1909)
- Raul Brandão (1867-1930), As Ilhas Desconhecidas (1926, Les Îles inconnues)
- Vitorino Nemésio (1901-1978), Gros temps sur l'archipel
- Joaquim Esteves Lourenço (pt) (1908-1993)
- Pedro de Merelim (pt) (1913-2001)
- Eduíno Borges Garcia (pt) (1922-1979)
- Natália Correia (1923-1993)
- José Dias de Melo (en) (1925-2008)
- Maria Wallenstein (pt) (1927-2007)
- Nestor de Sousa (pt) (1931-2007)
- Mário Barradas (pt) (1931-2009)
- Maria de Fátima Silva de Sequeira Dias (en) (1958-2013), historienne
- Mário Frayão, chroniqueur allègre[20]
- João Gomes Vieira, O Homem e o Mar[21]
- Écrivains (théâtre, cinéma) : Frederico Amaral, Igor Sampaio, Miguel Damião, Teresa Madruga, Zeca Medeiros, Manuel de Andrade, Jean Garrett (1946-1995)...
- Écrivains étrangers :
  - Claude Dervenn (1898-1978)[22], Les Açores (1955)
  - Albert t'Serstevens, Le Périple des îles atlantides (1966)
  - Antonio Tabucchi (1943-2012), Femme de Porto Pim et autres histoires (1983)
  - Jean-Yves Loude (1950-), Un cargo pour les Açores (2018),  (ISBN 9782330103996)
- Enciclopédia Açoriana (pt)

### Arts plastiques

#### Photographie
- Pepe Brix[23],[24]
- Francisco Salgueiro, photographe de Flores
- José Cristiano de Freitas Henriques Júnior (pt) (1832-1902)

#### Peinture
- José Nuno da Câmara Pereira (pt) (1937-2018)
- Pantonio (1975)

#### Sculpture
- Ernesto Canto da Maia (pt) (1890-1981)

### Arts du spectacle

#### Musique
- Hymne des Açores (pt)
- Francisco de Lacerda (1869-1934)
- Chanteurs : Carlos Alberto Moniz, Fernando Machado Soares, Jorge Ferreira, Luís Alberto Bettencourt, Maurício Bensaude, Zeca Medeiros, Djutta
- Musiciens : Áureo Castro, Luís Alberto Bettencourt, Luís Gil Bettencourt, Myrica Faya, Zeca Medeiros
- Festival MusicAtlântico (pt)
- Instruments traditionnels : viola de arame (viola da terra), violon, banjo, mandoline, tambour, tambourin, cavaquinho, cymbales, triangles de métal...
- Chants traditionnels : cantares ao desafio (repente)

#### Danse
- Danses traditionnelles : charamba, mangericao, sapateia, chamarrita, pezinho, tanchao, tirana, rema, mané chiné...

#### Théâtre
- Grupo de Teatro de São Pedro da Ribeirinha (pt) (1998)
- Teatro Angrense, Coliseu Micaelense, Teatro Faialense, Teatro Micaelense

#### Cinéma
- Mario Ruspoli (1925-1986), documentariste italien, Les Hommes de la baleine (1958)
- Zeca Medeiros (pt) (1951-)

## Personnalités
- Bento de Góis (1562-1607), jésuite, explorateur en Asie Centrale
- Jean-Baptiste Machado de Távora (1581c-1617), jésuite, missionnaire au Japon, martyr
- Três Ilhoas (pt), les trois îliennes, qui ont émigré en 1723 au Minas Gerais et ont fondé d'illustres familles
- Manuel de Arriaga (1840-1917), premier président du Portugal
- Aurélio Quintanilha (pt) (1892-1987), scientifique
- Pedro Miguel Pauleta (1973-), ancien footballeur international. Deuxième meilleur buteur de l'histoire de la sélection portugaise de football, derrière Cristiano Ronaldo et devant Eusébio da Silva Ferreira.
- La chanteuse canadienne Nelly Furtado, dont les parents sont originaires de l´île.

## Environnement

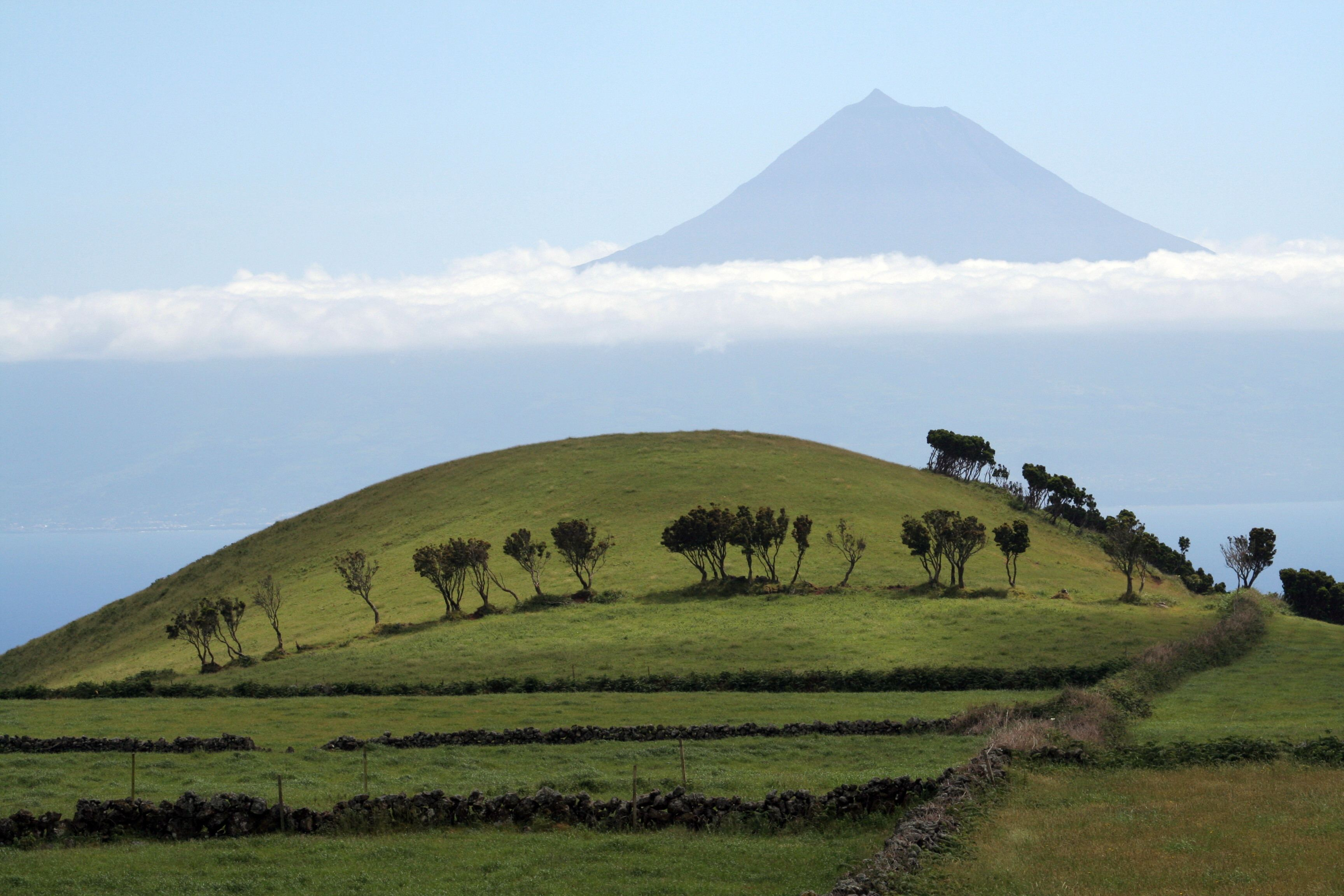
Vue du volcan Ponta do Pico depuis l'île São Jorge.

Comme tous les milieux insulaires, les Açores sont touchées par des phénomènes d’invasions biologiques à la suite de l'introduction d'espèces allochtones, notamment tropicales dans les jardins exotiques. Leur positionnement entre deux continents rendent ces îles intéressantes du point de vue des phénomènes d’insularisation écologique (naturels ou exacerbés par les infrastructures créées par l'Homme) et pour leurs relations avec les biomes européens, africains et américains ; mais leur étude est compliquée par le nombre des espèces introduites (volontairement ou accidentellement) par l'Homme, et leurs effets sur les écosystèmes locaux, pouvant aller jusqu’à l’extinction d'espèces. Certaines espèces ont fait l’objet d’études détaillées qui pourront permettre de mieux mesurer l’impact des activités humaines sur la biodiversité insulaire. C’est le cas par exemple des araignées.
Les différents écosystèmes terrestres des Açores sont décrits en détail dans  le livre « Natural history of the Azores (histoire naturelle des Açores) » écrit par António Neves Trota et Maria João Pereira.